# 시언 매시엘리스
시언 루이스 매시엘리스(영어: Sian Louise Massey-Ellis, 혼전 성씨: 매시(Massey), 1985년 10월 5일 ~ )는 잉글랜드의 여자 축구 심판이다. 2008년부터 잉글랜드 프리미어리그의 심판을 맡고 있으며, 2009년부터는 국제축구연맹(FIFA) 주관 대회의 심판도 맡고 있다.